# Olimpiadi degli scacchi del 1963
Le Olimpiadi degli scacchi del 1963 furono la seconda edizione esclusivamente femminile della competizione. Si svolsero a Spalato, a quel tempo in Jugoslavia (oggi in Croazia).

## Torneo
Al torneo parteciparono 15 nazioni, in diminuzione rispetto alle 21 dell'edizione precedente; ogni squadra poteva essere composta da un massimo di tre giocatrici, una delle quali era una riserva.
Il torneo venne organizzato come un unico girone all'italiana.

### Risultati assoluti
| Pos. | Squadra          | Scacchiere                | Scacchiere           | Scacchiere                    | Punti |
| Pos. | Squadra          | Prima                     | Seconda              | Terza (riserva)               | Punti |
| ---- | ---------------- | ------------------------- | -------------------- | ----------------------------- | ----- |
|      | Unione Sovietica | Nona Gaprindashvili       | Tatiana Zatulovskaya | Kira Zvorykina                | 25    |
|      | Jugoslavia       | Milunka Lazarević         | Verica Nedeljković   | Katarina Jovanović-Blagojevic | 24,5  |
|      | Germania Est     | Edith Keller-Hermann      | Waltraud Nowarra     | Eveline Kraatz                | 21    |
| 4    | Romania          | Alexandra Nicolau         | Margareta Teodorescu | Margareta Pervoznic           | 18,5  |
| 5    | Bulgaria         | Venka Asenova             | Antonia Ivanova      | Paunka Todorova               | 17,5  |
| 6    | Ungheria         | Eva Karakas               | Edith Bilek          | Judit Gombas                  | 17    |
| 7    | Paesi Bassi      | Conny Vreeken             | Fenny Heemskerk      | Rie Timmer                    | 15,5  |
| 8    | Polonia          | Henryka Konarkowska       | Krystyna Radzikowska | Miroslawa Litmanowicz         | 15    |
| 9    | Stati Uniti      | Gisela Gresser            | Mary Bain            |                               | 12,5  |
| 10   | Mongolia         | Ganginchugin Hulgana      | Sandagdorj Handsuren |                               | 10,5  |
| 11   | Germania Ovest   | Elfriede Rinder           | Anneliese Brandler   | Marianne Kulker               | 10,5  |
| 12   | Austria          | Ingeborg Kattinger        | Wilma Samt           | Hilde Kasperowski             | 8     |
| 13   | Belgio           | Louise Loeffler           | Elisabeth Cuijpers   | Simone Lancel                 | 5     |
| 14   | Monaco           | Anne Marie Renoy-Chevrier | Madeleine Cauquil    |                               | 5     |
| 15   | Scozia           | Peggy Steedman            | Nancy Elder          |                               | 4,5   |

### Risultati individuali
Furono assegnate medaglie alle giocatrici di ogni scacchiera con le tre migliori percentuali di punti per partita.
|                            | Giocatrice            | Punti            | Partite          | %                |
| Prima scacchiera           | Prima scacchiera      | Prima scacchiera | Prima scacchiera | Prima scacchiera |
| -------------------------- | --------------------- | ---------------- | ---------------- | ---------------- |
|                            | Nona Gaprindashvili   | 11,5             | 12               | 95,8             |
|                            | Alexandra Nicolau     | 10               | 12               | 83,3             |
|                            | Edith Keller-Hermann  | 11,5             | 14               | 82,1             |
| Seconda scacchiera         |                       |                  |                  |                  |
|                            | Verica Nedeljković    | 12               | 12               | 100,0            |
|                            | Tatiana Zatulovska    | 8                | 10               | 80,0             |
|                            | Waltraud Nowarrai     | 7                | 10               | 70,0             |
| Terza scacchiera (riserva) |                       |                  |                  |                  |
|                            | Rie Timmer            | 6,5              | 9                | 72,2             |
|                            | Miroslawa Litmanowicz | 6,5              | 10               | 65,0             |
|                            | Hilde Kasperowski     | 37,5             | 11               | 31,8             |

#### Medaglie individuali per nazione
| Nazione          |   |   |   | Totali |
| ---------------- | - | - | - | ------ |
| Unione Sovietica | 1 | 1 | 0 | 2      |
| Jugoslavia       | 1 | 0 | 0 | 1      |
| Paesi Bassi      | 1 | 0 | 0 | 1      |
| Romania          | 0 | 1 | 0 | 1      |
| Polonia          | 0 | 1 | 0 | 1      |
| Germania Est     | 0 | 0 | 2 | 2      |
| Austria          | 0 | 0 | 1 | 1      |